# The Instigators
The Instigators (conocida como Los instigadores en España y como Incitadores en Hispanoamérica) es una película de comedia y atracos estadounidense de 2024 dirigida por Doug Liman y escrita por Chuck Maclean y Casey Affleck. La película está protagonizada por Affleck y Matt Damon, quienes también producen la película junto a Ben Affleck a través de su productora Artists Equity para su distribución por Apple TV+ bajo Apple Original Films. También cuenta con un elenco secundario que incluye a Hong Chau, Michael Stuhlbarg, Paul Walter Hauser, Ving Rhames, Alfred Molina, Toby Jones, Jack Harlow y Ron Perlman.
The Instigators se estrenó en cines de forma limitada en los Estados Unidos el 2 de agosto de 2024, antes de hacer su debut en streaming en Apple TV+ el 9 de agosto de 2024.

## Sinopsis
Un robo fallido hace que dos ladrones se den a la fuga, arrastrando a uno de sus terapeutas en el proceso.

## Reparto
- Matt Damon como Rory
- Casey Affleck como Cobby
- Hong Chau como Dra. Donna Rivera
- Paul Walter Hauser como Booch
- Michael Stuhlbarg como Sr. Besegai
- Ving Rhames como Frank Toomey
- Alfred Molina como Richie Dechico
- Toby Jones como Alan Flynn
- Jack Harlow como Scalvo
- Ron Perlman como Mayor Miccelli
- André De Shields como Sr. Kelly
- Toby Onwumere como John Wayne
- Rob Gronkowski como él mismo

## Producción
En diciembre de 2022, Apple TV+ adquirió los derechos del proyecto, en el que Doug Liman dirigiría y Matt Damon y Casey Affleck protagonizarían. Damon también produjo junto a Ben Affleck a través de su productora Artists Equity. Hong Chau se unió al elenco en febrero de 2023, y se anunciaron otros miembros del elenco en los meses siguientes. El rodaje comenzó en Boston en marzo de 2023. Las ubicaciones incluyeron Bova's Bakery.

## Estreno
The Instigators se estrenó en cines selectos de Estados Unidos el 2 de agosto de 2024, antes de estrenarse en Apple TV+ el 9 de agosto.

## Recepción
The Instigators recibió en general reseñas generalmente mixtas de parte de la crítica y la audiencia. En el sitio web especializado Rotten Tomatoes, la película posee una aprobación de 41%, basada en 152 reseñas, con una calificación de 5.4/10, y con un consenso crítico que dice: "La química entre Casey Affleck y Matt Damon, con su relación de cabeza hueca, aporta algo de encanto, pero esta aventura relajada se desmorona debido a la falta de intriga y ritmo." Sin embargo, de parte de la audiencia tiene una aprobación de 54%, basada en más de 500 votos, con una calificación de 3.2/5.
El sitio web Metacritic le dio a la película una puntuación de 48 de 100, basada en 34 reseñas, indicando "reseñas mixtas o promedio". En el sitio IMDb los usuarios le asignaron una calificación de 6.2/10, sobre la base de 24 000 votos, mientras que en la página web FilmAffinity la cinta tiene una calificación de 5.3/10, basada en 897 votos.